# Chipaque
Chipaque – miasto w Kolumbii, w departamencie Cundinamarca.